# Apatophyllum teretifolium
Apatophyllum teretifolium là một loài thực vật có hoa trong họ Dây gối. Loài này được A.R.Bean & Jessup mô tả khoa học đầu tiên năm 2000.